# He nach volget das Puch der Natur

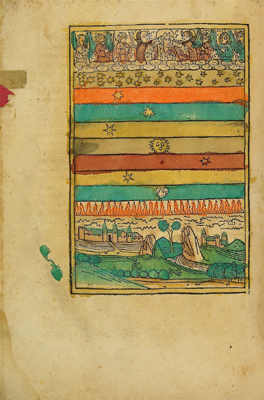
Xilografía de 1481, Buch der Natur.

He nach volget das Puch der Natur ("Libro de la Naturaleza") fue escrito por el erudito, naturalista germano católico y escritor versátil Konrad von Megenberg, en (latín: Conradus Megenbergensis, o Conradus de Montepuellarum) (1309–1374) y sigue siendo de importancia para la historia de la cultura. Según su propia declaración lo escribió en 1349. La obra en latín De naturis rerum, del dominico Tomás de Cantimpré (1263), sirvió de modelo. Konrad, sin embargo, preparó su libro con gran libertad. Gran parte de la obra original fue omitida, e hizo sus propias observaciones, introduciendo correcciones. Su obra ofrece un panorama de todo lo que era conocido de la historia natural en ese momento y es, además, la primera obra en idioma alemán. Fue muy leída hasta el siglo XVI y existen numerosas copias manuscritas, unas dieciocho en Múnich. La primera edición impresa es de 1475, editada en Augsburgo, en la tienda de Hans BŠmler, bajo el título "Buch der Natur". Fue impreso por lo menos seis veces antes de 1500. Algunas de esas ediciones incunables estaban ilustradas. Una nueva edición del texto original fue impresa por Franz Pfeiffer (Stuttgart, 1861), con una introducción. Una edición en alemán moderno fue impresa por H. Schulz (Greifswald, 1897).
La obra tiene 8 capítulos
1. Capítulo:  naturaleza del humano
2. Capítulo: cielo, 7 planetas, astronomía,  meteorología
3. Capítulo: zoología
4. Capítulo: árboles ordinarios y aromáticos
5. Capítulo: plantas y vegetales
6. Capítulo: piedras preciosas y semipreciosas
7. Capítulo: 10 clases de metales
8. Capítulo: agua y ríos